# Andrzej Rapacz (ekonomista)
Andrzej Stanisław Rapacz – polski ekonomista, dr hab., profesor zwyczajny Katedry Marketingu i Zarządzania Gospodarką Turystyczną Wydziału Zarządzania Uniwersytetu Ekonomicznego we Wrocławiu.

## Życiorys
Obronił pracę doktorską, następnie uzyskał stopień doktora habilitowanego. 29 grudnia 1998 nadano mu tytuł profesora w zakresie nauk ekonomicznych. Jest zatrudniony na stanowisku profesora zwyczajnego i kierownika w Katedrze Marketingu i Zarządzania Gospodarką Turystyczną na Wydziale Zarządzania Uniwersytetu Ekonomicznego we Wrocławiu.